# Pont de Milsaucy
Le pont de Milsaucy est un des ponts franchissant le canal Albert. Il relie le boulevard Albert Ier (ville de Herstal)  à l'île Monsin (ville de Liège).

## Historique
Le pont de Milsaucy remplace deux ponts en poutre Vierendeel.

## Propriétés
Il s'agit d'un pont bow-string à suspentes croisées d'une portée de 144,60 m mis en service en 1990.